# 5月21日
5月21日是公曆一年中的第141天（閏年第142天），離全年結束還有224天。

## 大事記

### 19世紀以前
- 512年：中国山西省原平、代县发生震级7.5级大地震，造成5310人死亡，2722人受伤。
- 613年：隋煬帝是日渡遼水，再擊高句麗。
- 996年：天主教会教宗额我略五世在罗马圣伯多禄大殿加冕奥托三世成为神圣罗马帝国皇帝。
- 1138年：十字軍：西扎圍城戰結束，西扎埃米爾成為拜占庭帝國的附屬國。
- 1358年：法國歷史上最大的農民起義「札克雷起義」爆發。
- 1638年：張獻忠在谷城向明軍熊文燦偽裝投降。
- 1674年：约翰三世被贵族们选为波兰立陶宛联邦的国王。
- 1792年：日本長崎縣雲仙岳發生火山地震，由此引發的山體滑坡與海嘯造成約1.5萬人遇難。

### 19世紀
- 1863年：新教教派基督復臨安息日會在美國密西根州巴特爾克里克成立，強調耶穌將會再臨世界。
- 1864年：南北戰爭：維吉尼亞州史波特斯凡尼亞郡府戰役沒有結果，聯邦和邦聯的傷亡人數總計約31,000人。
- 1871年：法國政府軍開始奪回被巴黎公社佔領的巴黎，約有2萬人死亡，3萬人被捕。
- 1873年：江西瑞昌群眾拆毀美國教堂。
- 1884年：美國自由女神像安裝峻工。
- 1894年：連接西北英格蘭曼徹斯特和愛爾蘭海的曼徹斯特運河正式開通，成為當時世界上最大的運河。
- 1900年：英、美、法、德各駐華公使再次照會清政府，敦促嚴厲鎮壓義和團及懲辦鎮壓不力的官吏。

### 20世紀
- 1904年：《蘇報》案了結。
- 1904年：國際足球體育管理機構國際足球總會在法國巴黎成立，由羅伯特·格林擔任首屆主席。
- 1917年：中華民國大總統黎元洪罢免国务总理段祺瑞，总统府与国务院之间的府院之争升级。
- 1918年：北京大專學校學生到總統府要求公佈廢除中日「共同防敵軍事協定」。
- 1924年：芝加哥大學學生南森·利奧波德和理察·勒伯出於對「完美犯罪」的渴望，在一次刺激殺人事件中殺害了一名14歲男孩。
- 1927年：許克祥在湖南長沙發動「馬日事變」。
- 1927年：美国飞行员查尔斯·林白驾驶座机从纽约飞抵巴黎，完成首次单人不着陆跨大西洋的飞行。
- 1932年：美國人以13小時15分從紐芬蘭飛抵北愛爾蘭，成為單人飛越大西洋的第一位婦女；但由於發動機故障未能到達預定目的地巴黎。
- 1949年：中共與英方就「紫石英」號事件交涉。

馬來亞民族解放軍第十支隊隊旗

- 1949年：馬來亞共產黨員之一的阿都拉西迪在彭亨州淡馬魯另組“馬來亞民族解放軍第十支隊”（Rejimen Ke-10）並率領馬來裔解放軍成員繼續展開抗英鬥爭。
- 1951年：中華人民共和國與巴基斯坦正式建立外交關係。
- 1956年：美國一架B-52型轟炸機在太平洋試驗場比基尼環礁投下已知的第一顆機載氫彈。
- 1960年：智利發生強烈地震後，地震時停時止延續一個多月，14萬人死亡，方圓6百公里變成廢墟。
- 1967年：在六七暴動期間，港督府一度成為抗議示威的主要目標，其後香港政府要重新維持法律秩序，限制到港督府的請願人數。抗議行動於是就轉到中環花園道和皇后像廣場一帶。局勢於是開始惡化，警方發射催淚彈鎮壓，第二天中區的騷亂更加嚴重，當局最後要在港島北岸實施宵禁，是香港島自第二次世界大戰以來第一次宵禁。
- 1972年：米開朗基羅名作《聖母憐子》像被毀。
- 1978年：法國和比利時傘兵部隊在扎伊爾著陸，從產銅中心科盧韋齊（Kolwezi）撤退2500名歐洲人。
- 1979年：美國三藩市因為法庭一個具爭議的判決，引為「White Night Riot」。
- 1984年：世界上第一台光纖錄像電話在法國開始試用。
- 1989年：香港一百萬市民上街遊行，是歷年最大的遊行，以聲援北京學運。同日香港市民支援愛國民主運動聯合會成立。
- 1991年：埃塞俄比亞門格斯圖政權垮臺。
- 1991年：印度前总理拉吉夫·甘地在泰米尔纳德邦进行竞选活动时遭自杀炸弹袭击身亡。
- 1992年：法國、德國兩國共同組建法德軍團。
- 1992年：上海股票交易市場股價全部放開。
- 1992年：英國與越南達成遣返船民協議之後，滯港的越南船民不滿。大鴉洲船民借故鬧事，300幾個船民聚集向警員擲石，又放火焚燒警崗，警方施放60枚催淚彈鎮壓。
- 1997年：中國大陸首次出現國產VCD佔據大陸市場主導地位。
- 1998年：印度尼西亚总统苏哈托因为黑色五月暴动影响而宣布辞职，结束长达32年的独裁统治。

### 21世紀
- 2003年：阿爾及利亞發生地震，超過七百人死亡，五千多人受傷。震央位於首都阿爾及爾以東50幾公里的布米爾達斯市。波及北部八個省份，大量建築物倒塌，很多人被埋在廢墟下。
- 2006年：蒙特內哥羅共和國舉辦公民投票，最終決定脫離國家聯盟塞爾維亞與蒙特內哥羅而獨立。
- 2014年：台北捷運發生兇殺案，大學生鄭捷持兩長刀在捷運車廂隨機砍人，造成4死20多人傷，傷勢大部分都在胸、腹部。
- 2024年：中華民國立法院於5月17日舉行中國國民黨以及台灣民眾黨提出的國會改革法案表決，但因未遵守正常的立法程序，沒有討論和審查程序，導致立法過程充滿疑慮，臺灣民間團體舉辦「民主倒退，公民搶救」521行動在立法院周邊道路萬人集結表達訴求，是繼太陽花學運後最大的民間抗議集會。

## 出生
- 554年：推古天皇，日本第33代天皇。（628年逝世）
- 1173年：親鸞，日本鎌倉時代僧人。（1263年逝世）
- 1527年：腓力二世，西班牙國王、葡萄牙國王。（1598年逝世）
- 1658年：阿部正邦，日本江戶時代大名。（1715年逝世）
- 1688年：亚历山大·蒲柏，英國詩人。（1744年逝世）
- 1799年：瑪麗·安寧，英國化石收藏家、古生物學家。（1847年逝世）
- 1837年：板垣退助，日本政治人物。（1919年逝世）
- 1860年：威廉·埃因托芬，荷蘭病理學家，1924年諾貝爾生理學或醫學獎得主。（1927年逝世）
- 1864年：史蒂芬妮，奥匈帝国皇储妃和比利时公主。（1945年逝世）
- 1867年：奥古斯塔斯·奥斯利·斯坦利，美國政治家，曾任肯塔基州州長、聯邦眾議員、聯邦參議員。（1958年逝世）
- 1883年：廖添丁，台灣傳奇人物。（1909年逝世）
- 1898年：阿莫德·哈默，美國企業家。（1990年逝世）
- 1902年：马塞尔·布劳耶，匈牙利裔美國建築師。（1981年逝世）
- 1903年：阿里·沙斯特羅阿米佐約，印尼政治人物，第8、10任印尼總理。（1976年逝世）
- 1918年：派屈克·魯西，美國政治家。（2014年逝世）
- 1921年：安德烈·萨哈罗夫，蘇聯原子物理學家，1975年諾貝爾和平獎得主。（1989年逝世）
- 1930年：汪應洛，中國管理科學與管理工程專家。（2023年逝世）
- 1932年：中山隼雄，日本實業家，前SEGA社長。
- 1934年：本特·薩穆埃爾松，瑞典生物化學家，1982年諾貝爾生理學或醫學獎得主。（2024年逝世）
- 1936年：泰益瑪目，馬來西亞政治人物。（2024年逝世）
- 1937年：里卡多·阿拉爾孔，古巴政治人物。（2022年逝世）
- 1944年：瑪麗·羅賓遜，愛爾蘭政治人物，第7任愛爾蘭總統。
- 1949年：潘迎紫，台灣女演員。
- 1954年：傑弗里·克魯格，美國作家。
- 1955年：谢尔盖·绍伊古，俄羅斯政治人物，現任俄羅斯聯邦安全會議秘書。
- 1960年：林瑞陽，台灣男演員。
- 1960年：傑佛瑞·丹墨，美國恐怖連環殺手。
- 1963年：鄭子誠，香港藝員、DJ。
- 1965年：克里斯·班瓦，加拿大籍職業摔角手。（2007年逝世）
- 1965年：郭建霖，台灣棒球選手，教練。
- 1968年：李婉華，香港演員。
- 1969年：黃偉文，香港填詞人。
- 1969年：倉田雅世，日本女性聲優。
- 1971年：阿迪提亞·喬普拉，印度導演、制片人。
- 1974年：玛乔丽·泰勒·格林，美國政治人物、商人。
- 1975年：澤口千惠，日本女性聲優。
- 1976年：田志仁，華裔美國作曲家。
- 1978年：余秉諺，台灣模特兒。
- 1979年：艾迪臣·文嘉，剛果共和國足球運動員。
- 1980年：高堤耶，澳洲、比利時籍創作型歌手。
- 1981年：蘇敬恆，香港電台主持人、前新聞主播。
- 1981年：茲德涅克·賀吉普，捷克政治人物、醫師，現任布拉格市長
- 1983年：清水香里，日本女性聲優。
- 1984年：帕拉格·阿格拉瓦爾，印度裔美國軟體工程師，前任Twitter執行長。
- 1985年：鄧紫衣，中國女演員。
- 1986年：素珍，韓國女子偶像團體Girl's Day隊長。
- 1986年：达明·乔伊·伦道夫，美國女演員。
- 1986年：安德烈·加奇尼，克羅埃西亞男子乒乓球運動員。
- 1986年：馬里奧·曼祖基奇，克羅埃西亞職業足球運動員。
- 1987年：孫敬媛，中國女藝人。
- 1988年：朴奎利，韓國女子偶像團體Kara隊長。
- 1989年：Katy B，英國女歌手。
- 1990年：陳婉衡，香港女藝人。
- 1991年：陳偉琪，香港女藝人。
- 1992年：山下誠一郎，日本男性聲優。
- 1993年：Aron，韓國男子偶像團體NU'EST成員。
- 1993年：劉智愛，韓國女子偶像團體Lovelyz成員。
- 1993年：喬丹·查特曼，美國職業籃球運動員。
- 1994年：湯姆·戴利，英國男子跳水運動員。
- 1995年：蒋敦豪，中國男歌手。
- 1996年：木下日葵，日本AV女優。
- 1997年：山崎怜奈，日本女子偶像團體乃木坂46成員。
- 1999年：趙昭儀，中國女演員。
- 1999年：湯姆·戴利，英國男子跳水運動員。
- 生年不詳：末永裕樹，日本漫畫家，代表作《朱音落語》。

## 逝世
- 252年：吴大帝孙权，东吴开国皇帝 （182年出生）
- 954年：馮道，五代時期政治家（882年出生）
- 1086年：王安石，北宋政治家、思想家。也是著名文學家，唐宋八大家之一（1021年出生）
- 1471年：亨利六世，英格蘭國王（1421年出生）
- 1542年：埃尔南多·德·索托，西班牙探險家、征服者（1495年出生）
- 1639年：托马索·康帕内拉，意大利文藝復興時期傑出的思想家、哲學家，後代空想社會主義的奠基人（1568年出生）
- 1786年：卡尔·威廉·舍勒，瑞典化學家。（1742年出生）
- 1920年：贝努斯蒂亚诺·卡兰萨，墨西哥革命後首任總統。（1859年出生）
- 1925年：上野英三郎，日本農業學家。（1872年出生）
- 1928年：野口英世，日本醫學家、細菌學家。（1876年出生）
- 1929年：阿奇博爾德·普里姆羅斯，英國自由黨政治家，於1894年3月5日－1895年6月22日任英國首相（1847年出生）
- 1937年：羅斯科·傑克遜，美國罪犯，最後一個在美國被公開處決的人（1901年出生）
- 1953年：恩斯特·策梅洛，德國數學家（1871年出生）
- 1960年：蒲穆，日本陸軍中將（1879年出生）
- 1964年：詹姆斯·弗兰克，德國物理學家，1925年諾貝爾物理學獎得主（1882年出生）
- 1985年：李晨風，中國電影導演、編劇（1909年出生）
- 1991年：拉吉夫·甘地，印度政治人物，前任印度总理（1944年出生）
- 2000年：約翰·吉爾古德，英國男演員、導演、製片人（1904年出生）
- 2020年：大衛·鮑森，當代著名的英國牧師，他出版30多本講解聖經書籍，並將一系列演講以影音製品廣泛傳播，造就了全球的影響力。（1930年出生）
- 2020年：奥利弗·威廉姆森，美國經濟學家，2009年諾貝爾經濟學獎（1932年出生）
- 2021年：楊伯達，中國故宮博物院研究館員（1927年出生）
- 2022年：科林·坎特韋爾，美國概念藝術家、導演（1932年出生）
- 2023年：雷·史蒂文森，英國男演員（1964年出生）
- 2025年：安德烈·波特諾夫，烏克蘭律師、政治人物、親俄合作者（1973年出生）

## 节假日和习俗
- 国际茶日
- 世界文化多样性促进对话和发展日[1]
- 蒙特內哥羅：獨立日
- 匈牙利：軍人節
- 智利：海軍節
- 哥伦比亚：非裔哥倫比亞人日（英语：Afro-Colombian Day）